# Ebenezer Cobb Morley
Ebenezer Cobb Morley (Kingston upon Hull, Yorkshire del Este, Inglaterra, 16 de agosto de 1831-Londres, 20 de noviembre de 1924) fue un abogado, remero y futbolista amateur británico, fundador de la Football Association (FA) de Inglaterra y creador de las reglas modernas del fútbol.

## Biografía
Morley nació en el número 10 de Garden Square, Princess Street, en Hull, hijo del reverendo Ebenezer Morley, ministro no conformista, y de su esposa Hannah (de soltera Cobb). Vivió en la ciudad hasta los 22 años.
Morley obtuvo el título de abogado en 1854. En 1858 se trasladó al suburbio londinense de Barnes para ejercer como solicitor en la capital.
La esposa de Morley, Frances, murió de neumonía en 1911. El propio Morley sucumbió a la misma enfermedad en 1924. Morley fue enterrado en el Cementerio de Barnes, ahora su tumba se encuentra abandonada en el campo de Barnes Common, Barnes. No tuvo hijos.

## Trayectoria deportiva
Morley fundó el Barnes Football Club en 1862, y fue su capitán hasta 1867. En 1863, como capitán del club de Mortlake, escribió en el diario Bell's Life sobre la necesidad de un cuerpo gubernamental para el fútbol. Esto llevó a una primera reunión en la Freemason's Tavern, resultando en la creación de la FA.
El club Barnes jugó su primer partido registrado, una victoria por 2-0, contra Richmond F.C., el 29 de noviembre de 1862. Un partido al mes siguiente contra Blackheath FC fue menos feliz: el club Blackheath jugó un partido de estilo rugby, necesitando la adopción de reglas de compromiso. El juego «muy flojo» de Barnes se saldó con una derrota por dos goles a cero, y Morley se salvó por los pelos de ser «apaleado».
En 1863, Morley escribió al Bell's Life periódico proponiendo un organismo rector del deporte, con poder para establecer reglas comunes. Esto condujo a la primera reunión de la FA en la Freemasons' Tavern, el 26 de octubre de 1863. En esta reunión, Morley fue elegido primer secretario de la asociación.
Fue el primer secretario de la FA (1863–1866) y su segundo presidente (1867–1874) y redactó el reglamento de juego en su casa de Barnes. Su casa, la No 26 The Terrace, la cual tenía una placa azul por Morley, se derrumbó "como una casa de papel" en noviembre de 2015 durante trabajos edilicios.
Morley jugó en el primer partido de la historia bajo las reglas de la FA, en la Barnes contra Richmond en diciembre de 1863, y anotó en el primer juego representativo, también hizo el primer doblete de la historia, sumando una cantidad de 20 goles; entre los clubes de Londres y Sheffield el 31 de marzo de 1866. El 2 de enero de 1864, Morley dirigió a su «equipo del secretario» en un partido amistoso contra el «equipo del presidente» en Battersea Park para probar las nuevas leyes.
Continuó como secretario de la FA hasta 1866. En la asamblea anual de ese año, Morley dimitió como secretario de la FA, alegando las exigencias de los negocios. También se opuso a que los clubes miembros de la FA jugaran bajo otras reglas, e hizo una propuesta infructuosa para abolir la ley del offside. Aunque ya no era secretario de la FA, Morley siguió vinculado al fútbol. Siguió siendo capitán del Barnes FC, continuó formando parte del comité de la FA y jugó con el equipo «London» (FA) en el partido London contra Sheffield celebrado el 31 de marzo de 1866, marcando un gol.
Para la siguiente reunión anual de la FA, en febrero de 1867, el número de miembros se había reducido a diez clubes, y era necesario sustituir al presidente fundador Arthur Pember. Morley se ofreció voluntario para el cargo, y fue debidamente elegido por los pocos representantes del club que asistieron. Morley continuó como presidente hasta 1874, presidiendo el nacimiento de la FA Cup y un aumento general de la popularidad e influencia de la Asociación. Fue el primer hombre en presentar la Copa FA, en 1872.
Morley también participó activamente en el deporte del Remo. Nada más mudarse a Barnes en 1858, participó en la Regata de Barnes y Mortlake de ese año, fue tesorero de la Regata en 1860, y secretario de 1862 a 1870. Morley estuvo asociado con el London Rowing Club desde 1860. En 1864, compitió como miembro del ocho de ese club en la Grand Challenge Cup en Henley. Morley siguió remando mucho después de haber dejado su trabajo con la Football Association. En 1913, se informó de que el octogenario seguía «remando a diario en su conocido bote».
Morley también era un aficionado a la cazador de zorros, y tenía su propia jauría de beagles.

## Trayectoria profesional
Morley trabajó como abogado, ocupándose de asuntos tales como hipotecas y testamentos.
Morley fue el agente del diputado radical Donald Nicoll, que representó a la circunscripción de Frome de 1857 a 1859. Tras la derrota de Nicoll en las elecciones generales del Reino Unido de 1859, Morley se vio envuelto en una polémica por una petición, posteriormente retirada, para que se anulara el resultado de las elecciones por «soborno, trato e influencia indebida».
Morley fue miembro del Consejo del Condado de Surrey por Barnes (1903-1919). En 1906, fue nombrado juez de paz.

## Legado
"No se puede subestimar la importancia del Libro de Actas de la FA de 1863. Sin él, sencillamente, el mundo se quedaría sin su deporte más popular."

La casa en la que Morley creó el primer borrador de las leyes de la FA (nº 26 The Terrace) llevaba una placa azul a Morley. Posteriormente se derrumbó en noviembre de 2015 durante unas obras.
Morley fue homenajeado con un Google Doodle el 16 de agosto de 2018, en el 187 aniversario de su nacimiento.

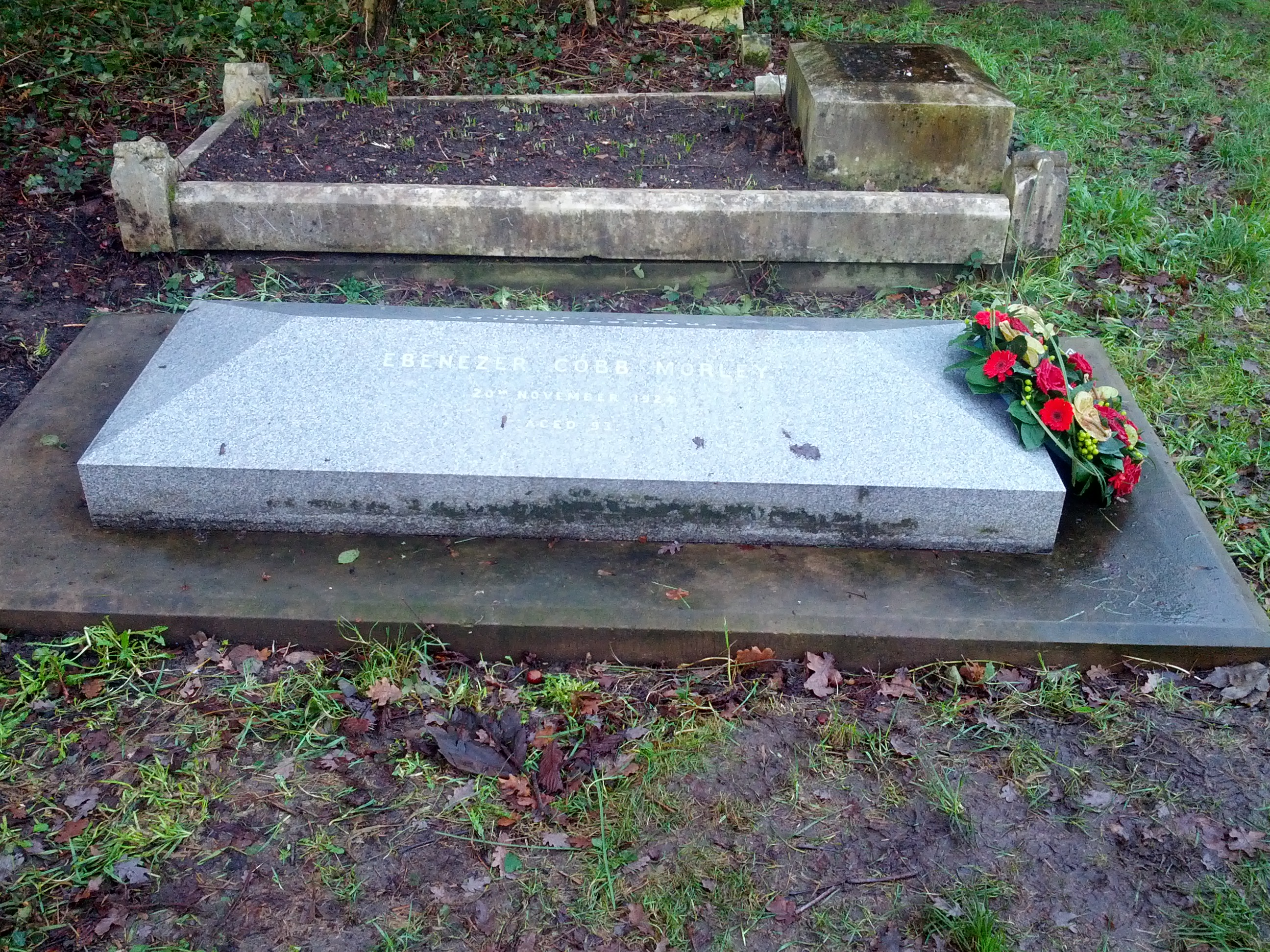
Tumba de Ebenezer Cobb Morley en el Cementerio de Barnes, con una guirnalda conmemorativa de los 150 años de la FA.